# Кавія бразильська
Кавія бразильська, або бразильська морська свинка (Cavia aperea) — вид гризунів роду Кавія (Cavia) родини Кавієві (Caviidae) підряду їжатцевиді (Hystricomorpha).

## Етимологія
Португальське слово «cavia» походить від португальського «savia», а воно від слова «sawiya» або «sabúia», яке корінною мовою Бразильців, знаною як тупійська, означає «родина пацюків». Для пояснення назви виду — «aperea» — є два кореня: лат. «aper» — «вепр» і гуарані apere'a — «крілик».

## Поширення
Мешкає в таких країнах: Аргентина, Болівія, Бразилія, Колумбія, Еквадор, Гаяна, Парагвай, Перу, Суринам, Уругвай, Венесуела. Є відомості про їх знаходження на висотах від 400 до близько 3000 м над рівнем моря. Вид в основному пов'язаний з саванами та іншими відкритими місцями проживання з прохолодим невологим кліматом.

## Зовнішні ознаки
Довжина голови й тіла: 225-355 мм, Вага 520-795 г, хвіст дуже короткий, кілька сантиметрів. Спина оливкового, змішаного з темно-коричневим або чорним кольором. Живіт тьмяно-білий або жовтувато-сірий. Шия коротка і широка, голова велика. Очі великі й темні, рот маленький. Різці короткі й білі. Ноги короткі, з чотирма пальцями на передніх і трьома на задніх ногах. Кігті короткі, гострі.

## Поведінка
Це денні гризуни з піком активності, що припадає на світанкові й вечірні сутінки. Живуть у норах з багатьма входами або поодинці або групами по кілька осіб. Вагітність триває приблизно 62 дні, приплід 1-5 (у середньому 2) дитинчат, приплоди можуть бути кілька раз на рік і пологи зазвичай відбуваються в період між вереснем і квітнем. Їх основна дієта: трава і пагони, але також можуть харчуватися листям, суцвіттями і насінням.